# Estádio Antônio Elias Ribeiro

O Estádio Antônio Elias Ribeiro, apelidado de Ribeirão, é um estádio de futebol que está localizado na cidade de Camacan, no estado da Bahia, tem capacidade para 4.000 pessoas
 e pertence à Prefeitura Municipal.